# Aeropuerto Juan José Rondón
El Aeropuerto Juan José Rondon (IATA: RON, OACI: SKPA) es un aeropuerto comercial ubicado en el Altiplano Cundiboyacense que sirve a la provincia del Tundama, Tunja y en general al centro del departamento de Boyacá, Colombia. Se encuentra ubicado en el municipio de Paipa, en la vía que conduce al monumento del Pantano de Vargas. Es administrado por la Aeronáutica Civil de Colombia.

## Historia
El aeropuerto fue nombrado en honor al coronel Juan José Rondón quien fue un coronel venezolano y participó en las batallas de independencia de Colombia y Venezuela. Destacado por vencer en la Batalla del Pantano de Vargas en cercanías de la ciudad de Paipa. El 31 de julio de 2017 comenzó a operar la aerolínea AeroBoyacá con una ruta con destino al Aeropuerto Internacional El Dorado de la ciudad de Bogotá.
El 9 de abril de 2022, la aerolínea "EasyFly" realizó un vuelo de comprobación de procedimiento para conectar a Boyacá con ciudades como Bucaramanga y Medellín (OH). Con el plan de expansión anunciado por "EasyFly", el 16 de mayo de 2022 la aerolínea dio el visto bueno para iniciar sus operaciones comerciales en el aeropuerto Juan José Rondón desde el 22 de junio de 2022 con rutas aprobadas a Bucaramanga, con dos frecuencias semanales (jueves y domingo), a partir del 23 de junio y Medellín (EOH) con tres frecuencias semanales (lunes, miércoles y viernes), a partir del 22 de junio. La ruta a Bucaramanga fue suspendida por baja demanda de pasajeros, a partir del 1 de octubre la ruta a Medellín(EOH) se presta con un vuelo diario.

## Aerolíneas y destinos

### Pasajeros
| Aerolíneas | Destinos                      |
| ---------- | ----------------------------- |
| SATENA     | Medellín–Olaya Herrera, Yopal |

### Destinos nacionales
Se brinda servicio comercial a 2 destinos nacional a cargo de 1 aerolínea
| Ciudades                      | Nombre de aeropuerto     | Aerolínea | Frecuencias semanales |
| ----------------------------- | ------------------------ | --------- | --------------------- |
| Medellín                      | Aeropuerto Olaya Herrera | SATENA    | 3                     |
| Yopal                         | Aeropuerto El Alcaraván  | SATENA    | 2                     |
| Total:2 destinos, 1 aerolínea |                          |           |                       |

## Estadísticas
Ver fuente y consulta Wikidata.